# Callosobruchus pulcher
Callosobruchus pulcher är en skalbaggsart som beskrevs av Maurice Pic 1922. Callosobruchus pulcher ingår i släktet Callosobruchus och familjen bladbaggar. Inga underarter finns listade i Catalogue of Life.

## Bildgalleri

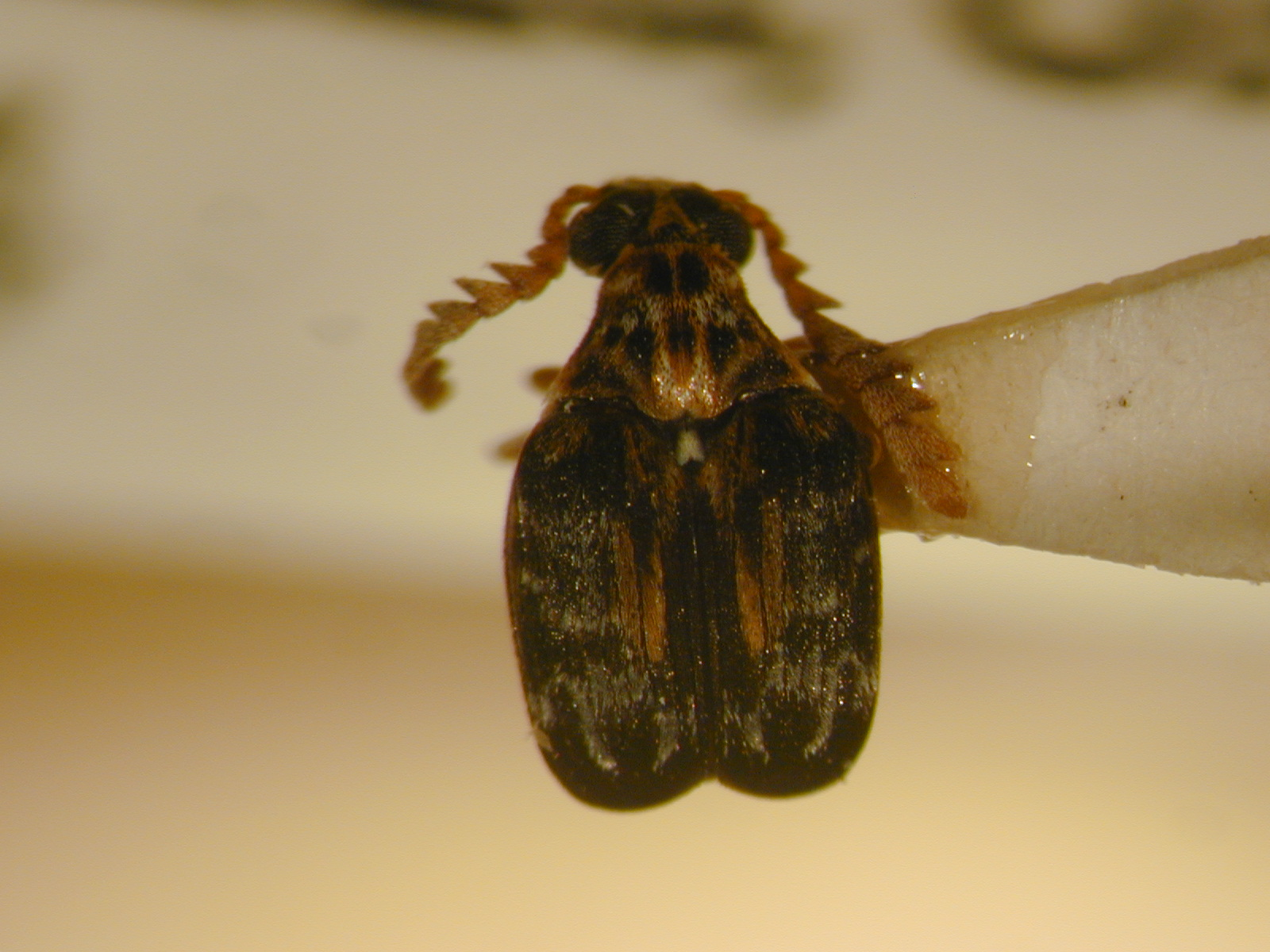